# Campeonato Panamericano de Balonmano Masculino de 2002
El X Campeonato Panamericano de Balonmano de 2002 se disputó entre el 10 y el 14 de julio de 2002 en Buenos Aires, Argentina, es organizado por la  Federación Panamericana de Balonmano y entregó tres plazas para el Campeonato Mundial de Balonmano Masculino de 2003. 
En esta edición se dividieron 8 equipos en 2 grupos, los dos mejores clasificaron a las semifinales y los peores jugaron del 5 al 8 puesto. Los ganadores de las semifinales jugaron la final y los perdedores por la medalla de bronce, así la final la ganó Argentina logrando su segundo título en el torneo por segunda vez consecutiva tras ganarle una dramática final a Brasil 22-21. La medalla de bronce se la quedó Groenlandia tras ganarle a Estados Unidos 27-7. De esta forma Argentina, Brasil y Groenlandia clasificaron al mundial de Portugal 2003, además este torneo tuvo la incidencia de que Cuba y República Dominicana se retiraron antes del inicio

## Grupos
| Grupo A   | Grupo B        |
| --------- | -------------- |
| Argentina | Groenlandia    |
| Brasil    | Estados Unidos |
| Colombia  | Chile          |
| México    | Paraguay       |

## Primera fase

### Grupo A
| Equipo    | PTS | J | G | E | P | GF | GC | DG  |
| --------- | --- | - | - | - | - | -- | -- | --- |
| Argentina | 6   | 3 | 3 | 0 | 0 | 89 | 30 | +59 |
| Brasil    | 4   | 3 | 2 | 0 | 1 | 97 | 43 | +54 |
| Colombia  | 2   | 3 | 1 | 0 | 2 | 39 | 93 | -54 |
| México    | 0   | 2 | 0 | 0 | 2 | 34 | 93 | -59 |

#### Resultados
| Fecha      | Hora  | Partido³  | Partido³ | Partido³ | Resultado |
| ---------- | ----- | --------- | -------- | -------- | --------- |
| 10.07.2002 | 18:30 | Brasil    | -        | México   | 42-10     |
| 10.07.2002 | 21:00 | Argentina | -        | Colombia | 36-08     |
| 11.07.2002 | 19:00 | Brasil    | -        | Colombia | 40-12     |
| 11.07.2002 | 21:00 | Argentina | -        | México   | 32-07     |
| 12.07.2002 | 15:00 | Colombia  | -        | México   | 19-17     |
| 12.07.2002 | 21:00 | Argentina | -        | Brasil   | 21-15     |

### Grupo B
| Equipo         | PTS | J | G | E | P | GF | GC | DG  |
| -------------- | --- | - | - | - | - | -- | -- | --- |
| Groenlandia    | 6   | 3 | 3 | 0 | 0 | 79 | 51 | +28 |
| Estados Unidos | 4   | 3 | 2 | 0 | 1 | 79 | 64 | +15 |
| Chile          | 2   | 3 | 1 | 0 | 2 | 57 | 72 | -15 |
| Paraguay       | 0   | 3 | 0 | 0 | 3 | 62 | 90 | -28 |

#### Resultados
| Fecha      | Hora  | Partido³       | Partido³ | Partido³       | Resultado |
| ---------- | ----- | -------------- | -------- | -------------- | --------- |
| 10.07.2002 | 14:30 | Chile          | -        | Paraguay       | 25-23     |
| 10.07.2002 | 16:30 | Groenlandia    | -        | Estados Unidos | 24-20     |
| 11.07.2002 | 15:00 | Estados Unidos | -        | Chile          | 24-16     |
| 11.07.2002 | 17:00 | Groenlandia    | -        | Paraguay       | 30-15     |
| 12.07.2002 | 17:00 | Groenlandia    | -        | Chile          | 25-16     |
| 12.07.2002 | 19:00 | Estados Unidos | -        | Paraguay       | 35-24     |

### 5.º al 8.º puesto
| Fecha      | Hora² | Partido¹ | Partido¹ | Partido¹ | Resultado |
| ---------- | ----- | -------- | -------- | -------- | --------- |
| 13.07.2002 | 14:00 | Paraguay | -        | Colombia | 32-22     |
| 13.07.2002 | 16:00 | Chile    | -        | México   | 28-25     |

### 7.º/8.º puesto
| Fecha      | Hora² | Partido¹ | Partido¹ | Partido¹ | Resultado |
| ---------- | ----- | -------- | -------- | -------- | --------- |
| 14.07.2002 | 13:00 | México   | -        | Colombia | 23-20     |

### 5.º/6.º puesto
| Fecha      | Hora² | Partido¹ | Partido¹ | Partido¹ | Resultado |
| ---------- | ----- | -------- | -------- | -------- | --------- |
| 14.07.2002 | 15:00 | Chile    | -        | Paraguay | 24-20     |

## Fase final

### Semifinales
| Fecha      | Hora² | Partido³  | Partido³ | Partido³       | Resultado |
| ---------- | ----- | --------- | -------- | -------------- | --------- |
| 13.07.2002 | 18:00 | Brasil    | -        | Groenlandia    | 25-21     |
| 13.07.2002 | 20:00 | Argentina | -        | Estados Unidos | 28-19     |

### 3.º/4.º puesto
| Fecha      | Hora² | Partido¹    | Partido¹ | Partido¹       | Resultado |
| ---------- | ----- | ----------- | -------- | -------------- | --------- |
| 14.07.2002 | 17:00 | Groenlandia | -        | Estados Unidos | 27-07     |

### Final
| Fecha      | Hora² | Partido³  | Partido³ | Partido³ | Resultado |
| ---------- | ----- | --------- | -------- | -------- | --------- |
| 14.07.2002 | 19:00 | Argentina | -        | Brasil   | 22-21     |

| Argentina           |
| Campeón             |
| Argentina 2° título |

### Clasificación general
| Argentina         |
| Brasil            |
| Groenlandia       |
| 4. Estados Unidos |
| 5. Chile          |
| 6. Paraguay       |
| 7. México         |
| 8. Colombia       |

## Clasificados al Mundial 2003
| Bandera de Argentina | Bandera de Brasil | Bandera de Groenlandia |
| Argentina            | Brasil            | Groenlandia            |
| -------------------- | ----------------- | ---------------------- |